# باد لي
باد لي (بالإنجليزية: Bud Lee)‏ هو صحفي ومصور أمريكي، ولد في 11 يناير 1941، وتوفي في 11 يونيو 2015.